# コンピューター・トゥ・プレート
コンピューター・トゥ・プレート（Computer To Plate）とは、印刷製版工程において、組版用コンピューターのデータから直接印刷版を出力する工程である。略してCTPと呼ばれる。

## 概要
製版工程において、永らく主流だったのは、原稿をフィルム撮影したものに網かけや切り抜きなどのプロセスを行い、これを集版して、出来上がったフィルムを刷版に焼き付けて現像する方法（写真製版）であった。現在、原稿作成、組版のDTP化が進み、DTPデータをもとに、印刷版に直接画像を焼き付けて現像する方法が主流である。

## 背景
原稿が紙やフィルムなどのアナログ原稿が主体の頃は、紙原稿は製版カメラでフィルムに撮影し、ポジフィルムやカラー原稿はスキャナーで読み取って、CMYKの色版ごとに網点出力したフィルムをもとに、刷版用フィルムを作成する写真製版が主流だった。DTP組版用のコンピューターシステムも各社から発売されていたが、組版されたフィルムを出力するものがほとんどであった。刷版用フィルムは大量の紫外線を当てて印刷版（主にPS版）に焼き付けられ、現像されて印刷工程に送られる。
しかし、写真製版は製版カメラ、スキャナー、焼き付けプリンター、自動現像機など機材が大きく高価であり、整備にも手間がかかった。基本的に原稿1枚ごとに様々な大きさ・種類の製版用写真フィルムが必要であり、そのコストも大きい上、工程毎の変動要素が最終成果物（印刷物）の不安定への一要因であった。また、現像液、定着液の廃液処理が環境に与える影響も無視できなかった（専門の業者が回収し、最終的には海洋投棄されていた）。
DTPの進化に伴い、写真製版の工程をほぼ丸ごと抜いて、CTPという技術が確立された。しかし、CTPにおいても現像工程は必要なため、前述の廃液の発生に関しては、全て解消するに至っていない。一部でCTPに対応した現像レス（印刷機上現像）プレートなどの技術も開発されている。

## 方法
コンピューター上で制作されたデジタル原稿や、アナログ原稿をスキャナーで読み取って組版用のコンピューターシステム上で作成されたDTP原稿は、ラスタライズ処理を経て、データとして刷版機に送られる。刷版機はデータをもとに、印刷版にレーザーを当てて画像を焼き付ける。これを現像して、印刷版が出力される。

## メリット
CTPは原稿データから直接印刷版を出力するため、写真製版に必要な機材や設備のほとんどが不要になり、設備投資やランニングコストの大幅な低減につながった。特に設備の面では、製版カメラや現像機を必要とせず、最低でもスキャナー、組版用コンピューター、刷版機があれば完成する事から、イニシャルコストの面で劇的に改善が見られた。そのシステム自体も小型化が進んでおり、以前は大規模なコンピューターシステムが必要だったが、現在ではPhotoshopやInDesignといった優れたDTPソフトウェアの登場により、設備のダウンサイジングが図られている。
CTPの普及により、写真製版では限界のあった細かい網点やグラデーションの再現も可能になり、印刷品質の大幅な向上に貢献した。一方で、今までの写真製版の業者が仕事を失い、多数の廃業者が出るという事態も生じている。